# Úmluva o biologické rozmanitosti
Úmluva o biologické rozmanitosti (CBD, Convention on Biological Diversity, Biodiversity Convention) je vůbec nejdůležitější mezinárodní dohodou o ochraně životního prostředí, neboť zastřešuje celou řadu dalších environmentálních cílů, politik, závazků a aktivit. Text samotné úmluvy řeší tři hlavní témata, a to ochranu biologické rozmanitosti, udržitelné využívání jejích složek a spravedlivé a rovnoměrné rozdělování přínosů plynoucích z využívání genetických zdrojů. K úmluvě byl připojen tzv. Cartagenský protokol o biologické bezpečnosti, zabývající se pravidly nakládání s geneticky modifikovanými organismy. Její další součástí je Nagojský protokol, který upravuje přístup ke genetickým zdrojům a sdílení přínosů plynoucích z jejich využívání. Význam této úmluvy je daný také tím, že spolu s ní vznikl celý mezinárodní aparát, zabývající se globálními environmentálními tématy. K jeho hlavním orgánům patří konference smluvních stran, stálý sekretariát a poradní orgán. Úmluva vznikla na Summitu Země v Rio de Janeiru roku 1992 a od té doby ji podepsalo 168 států. Na konferenci COP10 v Japonské Nagoji byl roku 2010 přijat desetiletý plán na záchranu světových ekosystémů, známý jako Cíle z Aiči, který však nebyl úspěšný. Další plán na záchranu planety byl přijat roku 2022 na konferenci COP15, kde byl přijat Kunmingsko-Montrealský globální rámec pro biologickou rozmanitost. Podkladem pro něj byla klíčová Globální hodnotící zpráva o biologické rozmanitosti a ekosystémových službách, kterou roku 2019 zveřejnila Mezivládní vědecko-politická platforma pro biologickou rozmanitost a ekosystémové služby (IPBES).

## Cíle úmluvy

### Ochrana biologické rozmanitosti
Hlavním cílem úmluvy je ochrana biologické rozmanitosti. Každá smluvní strana (neboli každý stát, který k úmluvě přistoupil) musí na svém území určit ty složky biologické rozmanitosti, které je třeba chránit, a dlouhodobě monitorovat jejich stav. Dále musí identifikovat činnosti, které tyto složky biodiverzity mohou ohrožovat. Jako způsob ochrany je přímo uváděn systém chráněných území, obnova zničených ekosystémů, záchrana ohrožených druhů, podpora stanovišť a udržování životaschopných populací druhů v jejich přirozeném prostředí. Zmíněno je také hubení invazivních druhů organismů.

### Udržitelné využívání biologické rozmanitosti
Využívat biologickou rozmanitost by smluvní strany měli jen způsobem, který ji uchová v nezmenšené míře i budoucím generacím. Zvláště v oblastech přiléhajících k chráněným územím má být rozvoj šetrný a udržitelný, aby bylo v budoucnu možné uvažovat o jejich rozšíření. Při ochraně přírody je však třeba respektovat práva a tradice domorodých obyvatel a umožnit jim, aby nadále udržitelným způsobem využívali přírodu.

### Spravedlivé a rovnoměrné rozdělování přínosů z genetických zdrojů
Každý stát disponuje svým přírodním bohatstvím a stejně tak i biologickou rozmanitostí, která se na jeho území nachází, a to včetně genetické informace jejích druhů. Využívat tyto tzv. genetické zdroje je tak možné jen na základě pravidel země původu. Zemím původu, často rozvojovým státům, se tímto přiznává právo podílet se na přínosech z využívání těchto genetických zdrojů i v případě, že k tomuto využívání dochází v zahraničí. Nad rámec těchto pravidel by však žádná země neměla zbytečně bránit ve využívání svých genetických zdrojů.

## Implementace úmluvy
Úmluva po každém státu vyžaduje, aby vytvořil nebo upravil svou národní strategii, plány a programy tak, aby zajistil ochranu a udržitelné využívání biologické rozmanitosti v souladu s cíli úmluvy. Upravit by tímto způsobem měl také programy a politiky, týkající se rozvoje těch hospodářských odvětví, která mají významný dopad na biodiverzitu. Státy by dále měly začlenit zájmy ochrany přírody do rozhodovacích procesů na vnitrostátní úrovni. Pokrok v oblasti ochrany přírody pak státy musejí monitorovat, vyhodnocovat a informovat o něm ostatní země.
Úmluva také zavazuje státy k tomu, aby podporovaly výzkum, vzdělávání a osvětu v oblasti ochrany přírody. Nabádá přitom vyspělejší země k tomu, aby v tomto podporovaly země chudší. Rozvojovým zemím mají být za výhodných podmínek zpřístupněny rovněž technologie, informace a finance, které jim mohou v ochraně biologické rozmanitosti napomáhat.
Úmluva státům ukládá, aby vytvořili finanční mechanismus pro podporu biodiverzity v rozvojových zemích. Tento mechanismus má fungovat pod kontrolou konference smluvních stran. Bohatší státy jsou rovněž vybízeni k tomu, aby chudší země v tomto úsilí finančně podporovaly.

## Cartagenský protokol
Součástí Úmluvy o biologické rozmanitosti je také tzv. Cartagenský protokol, jehož cílem je zajistit ochranu a bezpečnost při zacházení a přenosu živých modifikovaných organismů, které jsou výsledkem moderních biotechnologií, a které mohou mít nepříznivý vliv na zachování biologické rozmanitosti a zdraví člověka.

## Nagojský protokol
Dalším protokolem, který je součástí Úmluvy, je Nagojský protokol. Ten rozpracovává a upřesňuje pravidla o přístupu ke genetickým zdrojům a spravedlivém a rovnocenném sdílení přínosů plynoucích z jejich využívání.

## Struktura a orgány
Spolu se vznikem Úmluvy o biologické rozmanitosti byl vytvořen také mezinárodní aparát, který má dohlížet na plnění jejích cílů. Ten je dodnes středobodem všech globálních iniciativ, politik a cílů v oblasti ochrany přírody.

### Konference smluvních stran
Vrcholným orgánem celého aparátu je konference smluvních stran. Tato zasedání jsou svolávána v pravidelných intervalech a účastní se jich zástupci - zpravidla ministři životního prostředí - všech zemí, které k Úmluvě přistoupily. První konferenci svolal ředitel Programu OSN pro životní prostředí (UNEP), zatímco další konference již probíhají v intervalech určených konferencí samotnou.
Konference smluvních stran bývá označována zkratkou COP (Conference of the Parties) s následným pořadovým číslem. Konference o biodiverzitě bývají někdy zaměňovány za klimatické konference, které jsou označovány stejným způsobem. Avšak v případě klimatických konferencí se jedná o smluvní strany Rámcové úmluvy OSN o změně klimatu.
Konference má pravomoc přidávat k úmluvě dodatky a přijímat protokoly, které se stávají součástí Úmluvy. Text úmluvy, dodatky i protokoly může rovněž měnit. Všechny strany musejí vyvinout maximální úsilí o to, aby tyto změny byly přijaty jednohlasně. Když se to nepodaří, je možné změny přijímat 2/3 většinou, kdy se po hlasování dokumenty předloží všem stranám k ratifikaci.
Řádná zasedání se konají zhruba jednou za dva roky. Jednou za desetiletí se konají mimořádná zasedání, na kterých bývá přijímán desetiletý plán na ochranu přírody, známý jako Globální rámec pro biologickou rozmanitost.

### Sekretariát
Aparát úmluvy má také svůj stálý orgán, kterým je sekretariát. Ten je podřízen konferenci smluvních stran a plní jeho zadání. Hlavním úkolem sekretariátu je svolávat a zajišťovat konference smluvních stran. Připravuje rovněž zprávy o plnění úmluvy i svých funkcí a provozuje webový portál. Sekretariát sídlí v Keni v Nairobi, kde má sídlo UNEP.

### Poradní orgán pro vědecké, technické a technologické záležitosti
Konferenci je podřízen rovněž poradní orgán, který poskytuje delegátům odborné informace, podklady a stanoviska.

## Ochrana mořských ekosystémů
V oblasti mořské a pobřežní biologické rozmanitosti se smluvní strany v současnosti zaměřují na identifikaci ekologicky nebo biologicky významných mořských oblastí v konkrétních oceánských lokalitách na základě vědeckých kritérií. Cílem je vytvořit mezinárodní právně závazný nástroj zahrnující plánování a rozhodování na základě oblastí podle úmluvy UNCLOS. Ten by měl podporovat ochranu a udržitelné využívání biologické rozmanitosti moří mimo oblasti národní jurisdikce.

## Úmluva a Česká republika
Vláda České republiky schválila Úmluvu svým usnesením č. 293 dne 2. června 1993. Jménem České republiky byla Úmluva podepsána v New Yorku dne 4. června 1993. Listina o schválení Úmluvy o biologické rozmanitosti Českou republikou byla uložena u generálního tajemníka Organizace spojených národů v depozitáři Úmluvy dne 3. prosince 1993. Úmluva vstoupila v platnost na základě svého článku 36 odst. 1 dne 29. prosince 1993. Pro Českou republiku vstoupila Úmluva v platnost v souladu se zněním odstavce 3 téhož článku dne 3. března 1994. Úmluva byla vyhlášena ve Sbírce zákonů pod č. 134/1999 Sb.

## Historie
U zrodu dohody stála instituce Program OSN pro životní prostředí (UNEP) se sídlem v Nairobi, kde byl roku 1992 vypracován návrh Úmluvy. Ten byl předložen k podpisu 5. června na Summitu OSN o životním prostředí a rozvoji (tzv. Summit Země v Riu) v Rio de Janeiru. První zasedání konference smluvních stran pak proběhlo na Bahamách roku 1994.
Význam Úmluvy však byl od počátku oslaben postojem USA. Přestože se američtí odborníci významně podíleli na vypracování návrhu smlouvy, tehdejší prezident George Bush starší ji na nátlak farmaceutického průmyslu a biotechnologických firem odmítl podepsat. Podepsal ji až president Clinton, avšak republikánští senátoři zablokovali její ratifikaci, která je nezbytná k tomu, aby byla úmluva uvedena v platnost. Tento stav trvá dodnes. I když se američtí delegáti občas účastní konference smluvních stran a USA přejímají některé její cíle, nejsou jejím právoplatným členem.
Na konferenci smluvních stran byl 29. ledna 2000 přijat Cartagenský protokol, který upravuje pravidla pro nakládání s geneticky modifikovanými organismy. Ten vstoupil v platnost 11. září 2003.
Roku 2010 se konala konference smluvních stran COP10 v japonské Nagoji. Zde byl 29. října přijat Nagojský protokol, který vstoupil v platnost 12. října 2014. Nagojský protokol reagoval na volání rozvojových zemí po přísnějších pravidlech sdílení přínosů z využívání genetických zdrojů.
Na téže konferenci byl přijat také desetiletý plán na ochranu přírody známý jako Cíle z Aiči, v němž se státy zavázaly ke splnění 20 cílů. K těm patřilo mimo jiné zrušení pobídek a dotací škodících přírodě, snížení ztrát všech významných přírodních stanovišť na polovinu, dosažení udržitelného využívání volně žijících organismů, ap. Zpráva, kterou roku 2020 vydal samotný sekretariát Úmluvy, však konstatovala, že se nepodařilo zcela splnit ani jediný z dvaceti stanovených cílů, byť byl u několika cílů zaznamenán pokrok.
Sekretariát úmluvy zorganizoval roku 2010 kampaň nazvanou Mezinárodní rok biologické rozmanitosti. Na výzvu signatářů úmluvy pak OSN v témž roce vyhlásila období let 2011 až 2020 za Dekádu OSN pro biologickou rozmanitost.
Roku 2020 se konala další mimořádná konference COP15, jejíž první část se uskutečnila v čínském Kunmingu a druhá část v kanadském Montrealu. Zde byl přijat další desetiletý plán, známý jako Kunmingsko-Montrealský globální rámec pro biologickou rozmanitost, jehož podkladem se stala klíčová Globální hodnotící zpráva o biologické rozmanitosti a ekosystémových službách, kterou roku 2019 zveřejnila Mezivládní vědecko-politická platforma pro biologickou rozmanitost a ekosystémové služby (IPBES). Ten obsahuje podobné cíle jako plán předchozí, ale oproti němu jsou přesněji definovány. Pečlivěji je vypracován také systém monitorování a hodnocení toho, zda jsou cíle skutečně naplňovány nebo nikoli. Vyspělé země se na konferenci COP15 rovněž zavázaly k výraznému navýšení finanční pomoci rozvojovým zemím, která má pomoci s ochranou jejich ekosystémů. Proponenti nového plánu vidí naději především v tom, že jsou ekologická témata oproti minulosti více přítomna v mediálním prostoru a společnost se o ně více zajímá. O novém plánu se proto občas mluví jako o "Pařížské dohodě pro přírodu".

## Kritika úmluvy

### Kritika z řad ekologů
Řada ekologů a ochránců přírody kritizují úmluvu o biologické rozmanitosti jako neúčinnou. Některé studie poukazují na to, že i když se cíle stanovené na globální úrovni zdají být dostatečně ambiciózní, jejich realizace na místní úrovni je problematická a v ochraně přírody často nepřináší příliš výraznou změnu. Sílí proto volání po tom, aby konference smluvních stran účinněji monitorovala a vyhodnocovala skutečné plnění cílů.
Na adresu Úmluvy o biologické rozmanitosti zaznívá také kritika, že odhodlání rozvojových zemí chránit své ekosystémy bylo výrazně oslabeno neochotou západních zemí přijmout opatření navrhovaná chudými státy.

### Kritika zástupců průmyslu
Ze zcela opačných pozic pak úmluvu kritizují zástupci farmaceutického průmyslu, biotechnologických firem, lesního a dřevařského průmyslu i jiných zájmových skupin. Obzvláště silně se tyto hlasy ozývají v USA. Např. počátkem 90. let, kdy úmluva vznikla, zaslaly Asociace farmaceutických výrobců a Asociace průmyslových biotechnologií prezidentu Bushovi dopisy, v nichž uvedly, že jsou proti podpisu úmluvy ze strany USA kvůli obavám o práva souvisejících s duševním vlastnictvím. K tomu se přidávaly hlasy, že USA budou muset financovat ochranu přírodních zdrojů v rozvojových zemích a že dohoda zavede více ekologických předpisů.
V politické rovině tyto postoje zastává Republikánská strana, jejíž senátoři již od 90. let blokují ratifikaci úmluvy, která tak v USA nemůže vejít v platnost. Týden po nástupu Joe Bidena do prezidentské funkce zveřejnil vlivný konzervativní think tank Heritage Foundation zprávu, v níž nabádal senát, aby se postavil proti úmluvě o biologické rozmanitosti, protože "ohrožuje suverenitu Spojených států".   